# Albert Bormann
Albert Bormann (1902-1989), fue asesor de Adolf Hitler, y hermano menor de Martin Bormann

## Biografía
Albert Bormann fue el tercer hijo del matrimonio compuesto por Theodor Bormann y Antonie Bernhardine Mennong nacido en 1902, el primogénito fue Martin Bormann (1900). El segundo hijo falleció en su temprana infancia. Albert Bormann guardaba cierto parecido físico con su hermano Martin, pero era de contextura más delgada y alto que este, asimismo su carácter y personalidad eran opuestos a los de Martin Bormann.
Albert Bormann estudió contabilidad y fue un empleado bancario entre 1922 y 1931, en 1927 se unió al NSDAP y luego a las SA junto a su hermano Martin. En 1929 fue nombrado líder de distrito de las juventudes hitlerianas del Gau de Turingia, cargo que ejerció hasta 1931.
En 1931, fue admitido en el personal de confianza de Hitler, ejerciendo funciones administrativas como asistente personal a partir de 1934 partiendo como Sturmbannführer-SS y luego ascendiendo hasta llegar a Jefe del personal NSSK (Choferes nacional socialistas) de la Cancillería en 1940. Fue parlamentario del Reichstag hasta 1938. 
En 1942 recomendó a Hitler el contratar a Traudl Junge como secretaria siendo admitida.
Mientras estuvo en este puesto, Albert Bormann se mantuvo en un discreto segundo plano respecto de su hermano Martin Bormann, fuentes fiables indican que la relación entre ambos hermanos no era amable. Albert Bormann quedó registrado en algunos filmes de diversión de Eva Braun tomados en el Berghof.
El 15 de abril de 1945, fue encargado de llevar a las secretarias de Hitler al Berghof para la destrucción de la documentación privada de Hitler y terminado esto regresó con el mismo personal a la cancillería para dar cuenta de que la misión había sido realizada. 
Sobrevivió al asedio del búnker después del suicidio de Hitler perdiéndosele el rastro.
En abril de 1949 fue detenido cuando trabajaba bajo un nombre falso en una granja, se le sometió a un tribunal de desnazificación y no se le formularon cargos por lo que fue liberado en octubre de ese año.  Periodistas intentaron entrevistarlo sin éxito y se negó a escribir sus memorias; por ende la información biográfica es hoy escasa.  Finalmente falleció en Múnich en abril de 1989 a la edad de 87 años.